# Fusa
Fusa là một đô thị ở hạt Hordaland, Na Uy. Fusa đã được tách ra từ Os năm 1856. Hålandsdal và Strandvik đã được tách ra từ Fusa ngày 1/1/1903, nhưng cả hai đã được nhập lại vào Fusa ngày 1/1/1964.